# Astréos
Ne doit pas être confondu avec Astre ou Astrée.
Dans la mythologie grecque, Astréos ou Astræos (en grec ancien Ἀστραῖος / Astraîos, « l'Étoilé ») est un Titan, fils de Crios et Eurybie. Il est le père des astres et de divinités des vents.

## Étymologie
Le nom en grec ancien d'Astréos — ou Astræos — est Ἀστραῖος / Astraîos. L'adjectif ἀστραῖος / astraîos signifie « étoilé » et vient du nom « étoile », ἀστήρ / astḗr.

## Famille
Astréos est le fils d'Eurybie (la dernière fille du dieu primordial Pontos) et du Titan Crios. Ces derniers ont deux autres fils, Pallas et Persès.
Astréos est le conjoint d'Éos, l'Aurore. Ils sont les parents des principales divinités des vents, Borée, Zéphyr et Notos, ainsi que des astres et des étoiles,, dont Éosphoros. Hygin et Aratos y joignent Astrée.
Hygin en fait un Géant qui apparait lors de la Gigantomachie.

## Représentations
L'iconographie d'Astréos est inconnue dans l'art grec classique. L'archéologue allemande Erika Simon (de) identifie néanmoins un jeune homme luttant contre un Géant à tête de lion de la frise sud de la Gigantomachie du Grand autel de Pergame comme Astréos,,. Cette interprétation ne fait cependant pas consensus, le jeune homme étant généralement considéré comme une représentation du dieu Éther.

### Sources antiques
- Pseudo-Apollodore, Bibliothèque [détail des éditions] [lire en ligne] (I, 2, 2-4).
- Aratos, Les Phénomènes et les Prognostics (vers 96).
- Hésiode, Théogonie [détail des éditions] [lire en ligne] (vers 375 et suivants).
- Hygin, Astronomie [détail des éditions] [(la) lire en ligne] (II, 25), Fables [détail des éditions] [(la) lire en ligne] (Préface).
- Nonnos de Panopolis, Dionysiaques [détail des éditions] [lire en ligne] (VI, 1-18 ; XXXVII, 70 ; XLVII, 340)
- Ovide, Métamorphoses [détail des éditions] [lire en ligne] (XIV, 545).